# Agrypin Konarski

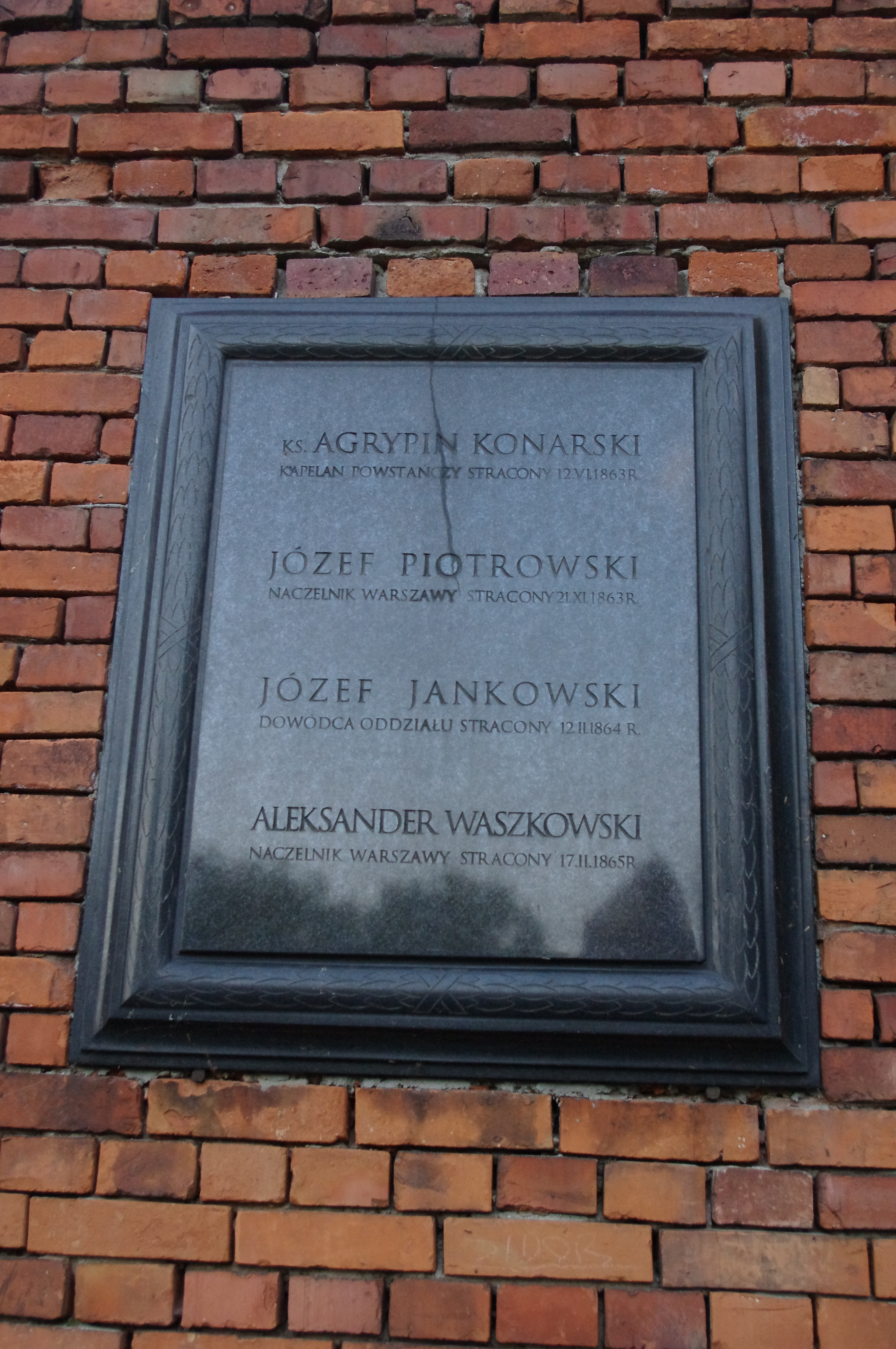
Tablica wmurowana w ścianę Cytadeli Warszawskiej tuż za szczątkami szubienicy, na której w okresie zaborów ginęli bojownicy o wyzwolenie narodowe i przemiany społeczne. Tablica upamiętnia ważnych przywódców i działaczy powstańczych straconych w Cytadeli: Agrypina Konarskiego, Józefa Piotrowskiego, Józefa Jankowskiego i Aleksandra Waszkowskiego

Agrypin Konarski, właśc. Piotr Paweł Konarski (ur. 1 sierpnia 1820 w Nowinkach, zm. 12 czerwca 1863 w Warszawie) – kapucyn, misjonarz, kapelan w powstaniu styczniowym.
Po ukończeniu kolegium pijarów w Węgrowie, wstąpił w 1839 do zakonu kapucynów w Lubartowie. W latach 1845–1848 ukończył kurs teologii moralnej i polemicznej w Warszawie. Święcenia kapłańskie przyjął w 1847.
Prowadził swobodny tryb życia, często bywał przenoszony z klasztoru do klasztoru. W 1856 za gorszący sposób bycia osadzony został w domu księży demerytów, tzw. Instytucie, mieszczącym się w zabudowaniach klasztoru benedyktynów na Świętym Krzyżu, na Łysej Górze, skąd w nocy z 11 listopada na 12 listopada 1859 zbiegł razem z o. bonifratrem księdzem Klemensem Cichockim i udał się do Krakowa, a potem do Rzymu. Po uzyskaniu od papieża dyspensy udał się jako misjonarz do Konstantynopola i Bułgarii. W 1860 przyjechał do Galicji, i rozpoczął działalność patriotyczną. Przebywał w klasztorze kapucynów w Krakowie, aresztowany na krótko przez policję austriacką, zorganizował w klasztorze przy ulicy Loretańskiej ośrodek przygotowań do powstania w zaborze rosyjskim. 
Po wybuchu powstania styczniowego zjawił się w obozie gen. Mariana Langiewicza w Goszczy. Został kapelanem oddziałów kolejno płk. Teodora Cieszkowskiego, płk. Dionizego Czachowskiego i płk. Władysława Kononowicza.
18 marca 1863 w trakcie bitwy pod Grochowiskami z krzyżem i rewolwerem w rękach zagrzewał powstańców do boju. 19 kwietnia w czasie bitwy pod Grzybową Górą, stanął na czele kosynierów i rozbił trzykrotnie silniejszy oddział rosyjski. 3 czerwca został w Warce aresztowany przez kozaków. Osadzony w Cytadeli Warszawskiej. Skazany na karę śmierci przez powieszenie. Wyrok wykonano 12 czerwca na stokach Cytadeli w obecności jego spowiednika o. Honorata Koźmińskiego.